# Campeonato Mundial de Atletismo de 2019 - 3000 m com obstáculos masculino
A competição dos 3000 metros com obstáculos masculino no Campeonato Mundial de Atletismo de 2019 foi realizada no Estádio Internacional Khalifa, em Doha, no Catar, entre os dias 1 e 4 de outubro.

## Recordes
Antes da competição, os recordes eram os seguintes: 
| Recorde mundial                               | Saif Saaeed Shaheen (BHR)         | 7:53.63 | Bruxelas, Bélgica            | 3 de setembro de 2004 |
| Recorde do campeonato                         | Ezekiel Kemboi (KEN)              | 8:00.43 | Berlim, Alemanha             | 18 de agosto de 2009  |
| Melhor marca do ano                           | Soufiane El Bakkali (MAR)         | 8:04.82 | Mônaco                       | 12 de julho de 2019   |
| Recorde africano                              | Brimin Kiprop Kipruto (KEN)       | 7:53.64 | Mônaco                       | 22 de julho de 2011   |
| Recorde asiático                              | Saif Saaeed Shaheen (BHR)         | 7:53.63 | Bruxelas, Bélgica            | 3 de setembro de 2004 |
| Recorde da América do Norte, Central e Caribe | Evan Jager (USA)                  | 8:00.45 | Saint-Denis, França          | 4 de julho de 2015    |
| Recorde sul-americano                         | Wander do Prado Moura (BRA)       | 8:14.41 | Mar del Plata, Argentina     | 22 de março de 1995   |
| Recorde europeu                               | Mahiedine Mekhissi-Benabbad (FRA) | 8:00.09 | Paris, França                | 6 de julho de 2013    |
| Recorde da Oceania                            | Peter Renner (NZL)                | 8:14.05 | Coblença. Alemanha Ocidental | 29 de agosto de 1984  |

Os seguintes recordes mundiais ou olímpicos foram estabelecidos durante esta competição:
| Data         | Evento | Atleta                  | Tempo   | Notas               |
| ------------ | ------ | ----------------------- | ------- | ------------------- |
| 4 de outubro | Final  | Conseslus Kipruto (KEN) | 8:01.35 | Melhor marca do ano |

## Medalhistas
| Ouro                    | Prata               | Bronze                    |
| Conseslus Kipruto (KEN) | Lamecha Girma (ETH) | Soufiane El Bakkali (MAR) |

## Tempo de qualificação
| Tempo de qualificação |
| --------------------- |
| 8:29.00               |

## Calendário
| Data                 | Horário | Fase          |
| -------------------- | ------- | ------------- |
| 1 de outubro de 2019 | 18:15   | Eliminatórias |
| 4 de outubro de 2019 | 21:45   | Final         |

Todos os horários estão no horário local (UTC+3)

## Resultados

### Eliminatórias
Qualificação: Três primeiros de cada bateria (Q) e os seis melhores tempos (q) das eliminatórias. 
| Pos. | Bateria | Atleta                   | Nacionalidade                | Tempo   | Notas                |
| ---- | ------- | ------------------------ | ---------------------------- | ------- | -------------------- |
| 1    | 1       | Getnet Wale              | Etiópia                      | 8:12.96 | Q                    |
| 2    | 1       | Djilali Bedrani          | França                       | 8:13.02 | Q                    |
| 3    | 1       | Leonard Kipkemoi Bett    | Quênia                       | 8:13.07 | Q                    |
| 4    | 1       | Matthew Hughes           | Canadá                       | 8:13.12 | q,                   |
| 5    | 1       | Fernando Carro           | Espanha                      | 8:13.56 | q                    |
| 6    | 2       | Lamecha Girma            | Etiópia                      | 8:16.64 | Q                    |
| 7    | 2       | Soufiane El Bakkali      | Marrocos                     | 8:17.96 | Q                    |
| 8    | 2       | Abraham Kibiwott         | Quênia                       | 8:18.46 | Q                    |
| 9    | 2       | Andrew Bayer             | Estados Unidos               | 8:18.66 | q                    |
| 10   | 1       | Stanley Kebenei          | Estados Unidos               | 8:19.02 | q                    |
| 11   | 3       | Conseslus Kipruto        | Quênia                       | 8:19.20 | Q                    |
| 12   | 3       | Benjamin Kigen           | Quênia                       | 8:19.44 | Q                    |
| 13   | 3       | Hillary Bor              | Estados Unidos               | 8:20.67 | Q                    |
| 14   | 3       | Chala Beyo               | Etiópia                      | 8:21.09 | q                    |
| 15   | 1       | Zak Seddon               | Grã-Bretanha                 | 8:22.51 | q                    |
| 16   | 2       | Albert Chemutai          | Uganda                       | 8:23.08 |                      |
| 17   | 3       | Ibrahim Ezzaydouni       | Espanha                      | 8:23.99 |                      |
| 18   | 3       | Benjamin Kiplagat        | Uganda                       | 8:24.44 | Recorde da temporada |
| 19   | 1       | Yohanes Chiappinelli     | Itália                       | 8:24.73 |                      |
| 20   | 3       | Avinash Sable            | Índia                        | 8:25.23 | qR,                  |
| 21   | 2       | Altobeli da Silva        | Brasil                       | 8:25.34 | Recorde da temporada |
| 22   | 1       | Amor Ben Yahia           | Tunísia                      | 8:26.12 | Recorde da temporada |
| 23   | 2       | Yemane Haileselassie     | Eritreia                     | 8:26.58 |                      |
| 24   | 1       | Martin Grau              | Alemanha                     | 8:26.79 | Recorde da temporada |
| 25   | 1       | Tom Erling Kårbø         | Noruega                      | 8:27.01 | Recorde pessoal      |
| 26   | 1       | Boniface Abel Sikowo     | Uganda                       | 8:27.96 |                      |
| 27   | 2       | Osama Zoghlami           | Itália                       | 8:28.57 |                      |
| 28   | 2       | Daniel Arce              | Espanha                      | 8:31.69 |                      |
| 29   | 3       | Topi Raitanen            | Finlândia                    | 8:32.44 |                      |
| 30   | 3       | Ryan Smeeton             | Canadá                       | 8:32.53 |                      |
| 31   | 2       | Karl Bebendorf           | Alemanha                     | 8:32.58 |                      |
| 32   | 2       | John Gay                 | Canadá                       | 8:33.74 |                      |
| 33   | 3       | Carlos Andrés Martín     | Colômbia                     | 8:35.10 |                      |
| 34   | 2       | Bilal Tabti              | Argélia                      | 8:35.15 |                      |
| 35   | 3       | Salem Mohamed Attiaallah | Egito                        | 8:35.18 |                      |
| 36   | 1       | Abdelkarim Ben Zahra     | Marrocos                     | 8:36.67 |                      |
| 37   | 3       | Yoann Kowal              | França                       | 8:37.90 |                      |
| 38   | 3       | Takele Nigate            | Etiópia                      | 8:38.34 |                      |
| 39   | 1       | Kaur Kivistik            | Estónia                      | 8:39.26 |                      |
| 40   | 3       | Yaser Bagharab           | Catar                        | 8:39.65 |                      |
| 41   | 2       | Rantso Mokopane          | África do Sul                | 8:42.22 |                      |
| 42   | 2       | Ben Buckingham           | Austrália                    | 8:42.86 |                      |
| 43   | 2       | Krystian Zalewski        | Polónia                      | 8:51.79 |                      |
| 44   | 3       | Otmane Nait-Hammou       | Equipe de atletas refugiados | 9:30.17 |                      |
| 45   | 1       | Fouad Idbafdil           | Equipe de atletas refugiados | DNF     | DNF                  |
| 45   | 3       | Mohamed Tindouft         | Marrocos                     | DNF     | DNF                  |

### Final
A final ocorreu dia 4 de outubro às 21:45. 
| Pos.              | Atleta                | Nacionalidade  | Tempo   | Notas                |
| ----------------- | --------------------- | -------------- | ------- | -------------------- |
| Medalha de ouro   | Conseslus Kipruto     | Quênia         | 8:01.35 | Melhor marca do ano  |
| Medalha de prata  | Lamecha Girma         | Etiópia        | 8:01.36 | Recorde nacional     |
| Medalha de bronze | Soufiane El Bakkali   | Marrocos       | 8:03.76 | Recorde da temporada |
| 4                 | Getnet Wale           | Etiópia        | 8:05.21 | Recorde pessoal      |
| 5                 | Djilali Bedrani       | França         | 8:05.23 | Recorde pessoal      |
| 6                 | Benjamin Kigen        | Quênia         | 8:06.95 |                      |
| 7                 | Abraham Kibiwott      | Quênia         | 8:08.52 |                      |
| 8                 | Hillary Bor           | Estados Unidos | 8:09.33 |                      |
| 9                 | Leonard Kipkemoi Bett | Quênia         | 8:10.64 |                      |
| 10                | Stanley Kebenei       | Estados Unidos | 8:11.15 | Recorde da temporada |
| 11                | Fernando Carro        | Espanha        | 8:12.31 |                      |
| 12                | Andrew Bayer          | Estados Unidos | 8:12.47 | Recorde pessoal      |
| 13                | Avinash Sable         | Índia          | 8:21.37 | Recorde nacional     |
| 14                | Matthew Hughes        | Canadá         | 8:24.78 |                      |
| 15                | Zak Seddon            | Grã-Bretanha   | 8:40.23 |                      |
| 16                | Chala Beyo            | Etiópia        | DNF     | DNF                  |

Legenda
| Recorde mundial       | Recorde mundial (World record)               |                       | Recorde africano                      | Recorde africano (African) |                                           | Q | Classificado por posição (Qualified) |
| Recorde do campeonato | Recorde do campeonato (Championship record)  | Recorde da América    | Recorde da América (Americas)         | q                          | Classificado por melhor tempo (Qualified) |   |                                      |
| Melhor marca do ano   | Melhor marca do ano (World leading)          | Recorde asiático      | Recorde asiático (Asian)              | DNS                        | Não largou (Did not start)                |   |                                      |
| Recorde nacional      | Recorde nacional (National record)           | Recorde europeu       | Recorde europeu (European)            | DNF                        | Não terminou (Did not finish)             |   |                                      |
| Recorde pessoal       | Recorde pessoal do atleta (Personal best)    | Recorde da Oceania    | Recorde da Oceania (Oceania)          | DSQ / DQ                   | Desclassificado (Disqualified)            |   |                                      |
| Recorde da temporada  | Recorde da temporada do atleta (Season best) | Recorde sul-americano | Recorde sul-americano (South America) | NM                         | Sem marca (No mark)                       |   |                                      |